# Cinta senese
Pour les articles homonymes, voir Cinta.
La cinta senese (littéralement « ceinture siennoise ») est une race porcine italienne. Devenue Denominazione di origine protetta (ou DOP, l'équivalent italien de l'appellation d'origine protégée) pour les produits élaborés dans la seule région de Sienne en Toscane.

## Histoire

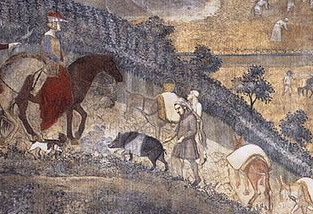
Représentation sur une fresque de Ambrogio Lorenzetti.

La race qui est très ancienne était déjà élevée pendant la période romaine. Son nom provient de sa zone de diffusion, les collines siennoises. La première documentation certaine, attestant de sa présence, remonte au Moyen Âge tardif quand en 1338 Ambrogio Lorenzetti en représenta l'espèce sur la fresque des Effets du bon et du mauvais gouvernement dans le cadre « La campagne bien gouvernée », conservée au  Palazzo Pubblico de Sienne.
La race étant peu productive, elle était en voie d'extinction après l'introduction de races étrangères et son sauvetage a été entrepris alors qu'il ne restait plus que 150 exemplaires environ.

## Caractéristiques morphologiques
La race est de type fine, de taille moyenne, avec un squelette léger mais solide. Son poids adulte est d'environ 300 kg pour le verrat et 250 kg pour la laie.

## Description
La race est rustique et résistante et ne nécessite aucun soin particulier.
Le corps est longiligne et élancé tandis que les membres longs sont robustes par rapport au tronc.
La tête allongée présente un profil rectiligne tandis que le museau est fuselé. La couleur du manteau est sombre avec une bande de poil blanc qui entoure le thorax de l'animal.

### Le manteau et peau
La peau et le crin sont de couleur noire, seule une bande blanche continue entoure complètement le tronc au niveau des épaules incluant aussi les membres antérieurs. Le passage entre le noir et le blanc peut être progressif et non net. Des taches noires à l'intérieur de la bande blanche peuvent être présentes.

### la tête
La tête est de taille moyenne, avec un profil rectiligne front/nez ; les oreilles de longueur moyenne sont dirigées vers l'avant et vers le bas.

### Le cou
Le cou est allongé et harmonieusement inséré dans le tronc.

### Le tronc
Le tronc est de longueur moyenne, de forme cylindrique latéralement moins développé, le thorax peu profond et l'abdomen ample, les épaules musclées et bien enveloppées, la ligne dorso-lombaire droite, la croupe inclinée, la queue entortillée, fesses bien tombantes.

### Les membres
Ses membres sont de longueur moyenne, souples et solides à la fois, les articulations sèches, les pattes nettes, les {{wikt:onglon|onglons}} compacts.

### Parties génitales
- Verrat : testicules bien prononcés.
- Laie :  mamelles au nombre de dix, régulièrement disposées, mamelons normaux bien prononcés.

## Reconnaissance DOP

Logo DOP

Au niveau européen, en mars 2012, la dénomination Cinta Senese, réservée exclusivement aux viandes porcines d'animaux nés, enlevés et transformés en Toscane selon la tradition, a obtenu la denominazione di origine protetta (DOP).